# Spirits in the night
Spirit of the night is een livealbum van Asia, soms ook wel Original Asia genoemd. Asia kende in de loop der jaren diverse samenstellingen als gevolg van steeds weer opduikende muzikale en karakterverschillen. Na hun 25e “verjaardag” kwam de band weer samen in de originele samenstelling en ging als zodanig ook weer op tournee. Spirit of the night is de gedeeltelijke registratie van het concert gehouden op 9 augustus 2009 gehouden in Cambridge (Engeland). De heren speelden daar voornamelijk werk van hun eerste drie lp’s en wat nieuw werk. Het album kwam in meerdere versies op de markt: een enkele compact disc, dan wel een combinatie van cd met dvd. Van Asia verschenen in de jaren livealbums op allerlei labels; dit album kwam van het platenlabel waar de band zich bij had aangesloten.

## Musici
- Geoff Downes – toetsinstrumenten
- Steve Howe – gitaar, zang
- John Wetton – eerste zang, basgitaar
- Carl Palmer – slagwerk

## Muziek
| Nr. | Titel                                      | Duur |
| --- | ------------------------------------------ | ---- |
| 1.  | Only time will tell                        |      |
| 2.  | Time again                                 |      |
| 3.  | An extraordinary life                      |      |
| 4.  | My own time                                |      |
| 5.  | Open your eyes                             |      |
| 6.  | Fanfare for the common man                 |      |
| 7.  | Here comes the feeling                     |      |
| 8.  | Neven again                                |      |
| 9.  | The heat goes on                           |      |
| 10. | Sole survivor                              |      |
| 11. | Don’t cry                                  |      |
| 12. | Heat of the moment                         |      |
| 13. | Midnight sun (opname 6 juli 2007, Detroit) |      |